# Aguijan
Aguijan is een Oceanisch eiland, onderdeel van de regio Micronesië. Staatkundig gezien is het eiland een onderdeel van het Amerikaanse gebiedsdeel Noordelijke Marianen in de Grote Oceaan. Het is een van de toppen van vijftien vulkanische bergen die de eilandengroep de Marianen vormen. Aguijan ligt ten noorden van het eiland Rota en ten zuiden van het eiland Tinian.
Aguijan heeft een oppervlakte van 7,2 km².

## Flora en fauna
Er komen twee soorten zoogdieren voor, de vleermuizen Pteropus mariannus en Emballonura semicaudata.